# Xabier Arzalluz
Xabier Arzalluz Antia (Azcoitia, Guipúzcoa, 24 de agosto de 1932-Bilbao, Vizcaya, 28 de febrero de 2019) fue un sacerdote, abogado, profesor universitario y político español de ideología nacionalista vasca.
Fue diputado por Guipúzcoa en el Congreso de los Diputados durante la legislatura constituyente y presidente del Euzkadi Buru Batzar (EBB) del Partido Nacionalista Vasco entre 1980 y 2004.

## Biografía

### Primeros años y formación
Nació el 24 de agosto de 1932, en el seno de una familia carlista muy influida por el espíritu religioso de su madre. Su padre fue requeté y miembro de la guardia de honor de Franco. Xabier fue el séptimo y último hijo del matrimonio. Inició estudios eclesiásticos en 1949 al ingresar en el noviciado de los jesuitas en el Colegio Máximo de Oña (Burgos). En 1956 se incorporó como profesor de lengua al Colegio Jesús-María El Salvador de los jesuitas de Zaragoza. Fue ordenado sacerdote de la Compañía de Jesús el 2 de febrero de 1967. Fue destinado a Alemania como capellán de emigrantes. Hacia 1970 abandonó la Compañía para dedicarse a la política.
Se licenció en Derecho y en Filosofía y Letras por la Universidad de Zaragoza. En Alemania, concretamente en la ciudad de Fráncfort del Meno, durante su época de jesuita, estudió Teología. La formación retórica que adquirió en el noviciado le ayudó a desarrollar unas dotes dialécticas y oratorias poco comunes, por lo que resultó un tribuno muy difícil de rebatir por sus adversarios políticos y por sus correligionarios.[cita requerida]
Especialista en derecho político, renunció a su deseo de ser catedrático, para dedicarse a la política, y se afilió al Partido Nacionalista Vasco (PNV), compaginando inicialmente sus actividades políticas clandestinas con su despacho de abogado, dado que el PNV estaba perseguido por la dictadura franquista. En algunas ocasiones defendió ante el Tribunal de Orden Público a acusados de colaborar con ETA.
Arzalluz ejerció como abogado y como abogado-defensor en distintos juicios, en especial durante el franquismo y la transición, en juicios por motivos políticos, como el juicio de Joseba Goikoetxea con la acusación de "asociación ilícita y propaganda ilegal"
También ejerció como profesor universitario de Derecho en la Universidad de Deusto, donde tuvo como alumnos, entre otros, a Unai Rementería.

## Trayectoria política
Su actividad comenzó en los tiempos más difíciles para el partido, cuya estructura interna se encontraba muy debilitada en esos momentos. Junto con dirigentes históricos del PNV como Juan Ajuriaguerra condujo el nacionalismo vasco hacia la transición, ocupando Arzalluz cargos políticos destacados tras la llegada de la democracia.

### Diputado (1977-80)

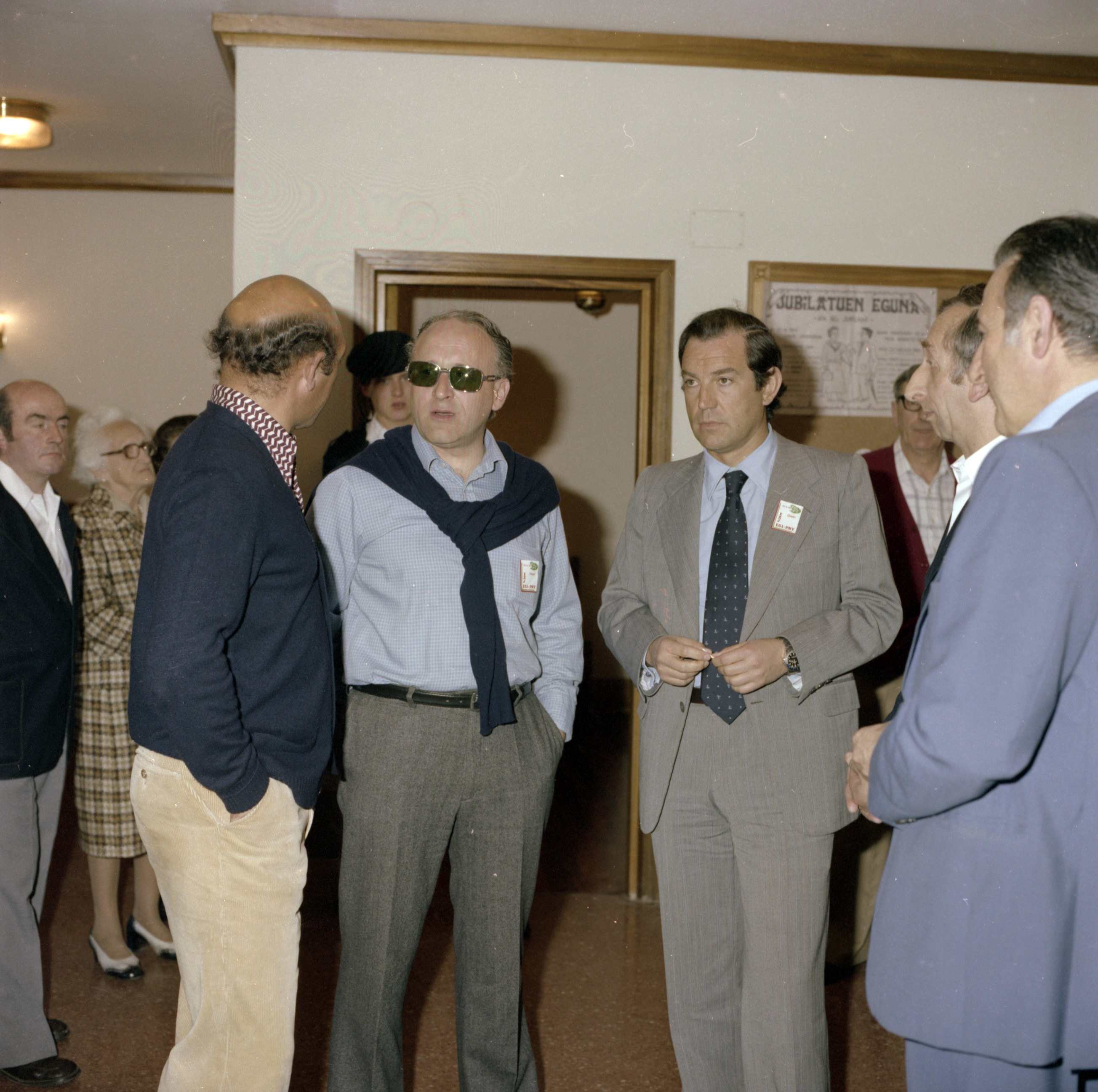
Fotografiado entre Eli Galdos y Carlos Garaikoetxea durante la inauguración de un batzoki en Oñate (1979)

Fue diputado por Guipúzcoa en el Congreso de los Diputados durante la Legislatura Constituyente de España (1977-1979). El PNV, que formaba por entonces parte primero del Grupo Vasco-Catalán y luego de la Minoría Vasca, no estuvo presente en la ponencia que redactó la Constitución, aunque como relata el propio Arzalluz, eran informados por Miquel Roca, representante del Grupo Vasco-Catalán, de las conversaciones que en este contexto se producían.
Si bien resultó nuevamente elegido como diputado, renunció a su acta para dedicarse por entero a la dirección del PNV.

### Presidente del PNV (1980-84; 1987-2004)
Asumió la dirección del PNV, bajo la cual, y como consecuencia de la aprobación del Estatuto de Guernica en 1979, el partido formó el Gobierno Vasco. El PNV presidió el Gobierno Vasco desde 1980 hasta 2009, año en que fue sucedido por el PSE, hasta que en 2012 lo presidió de nuevo.

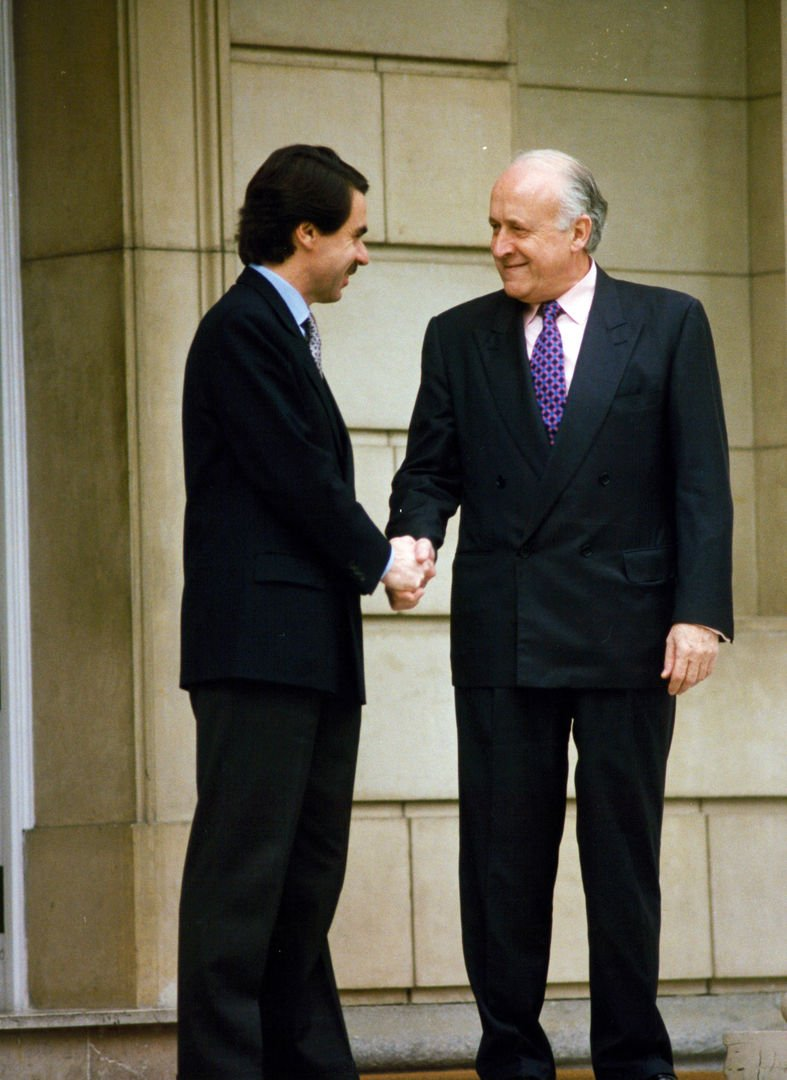
Recibido por José María Aznar en la Moncloa

En 1981 Xabier Arzalluz, junto a otros dirigentes del PNV, mantuvo tres reuniones con la cúpula de ETA político-militar, que había anunciado una tregua y estaba debatiendo su abandono definitivo de las armas. Este hecho ha sido interpretado como una actitud ambigua por su parte respecto a su apoyo a una hipotética ruptura de la tregua, lo que habría dado argumentos a ETA-pm VIII Asamblea para continuar la actividad terrorista. Sin embargo, Arzalluz siempre negó tal postura.
Centrada la labor del PNV en el pleno desarrollo estatutario, en la administración de las nuevas competencias autonómicas y de su ampliación, apoyó en la política española tanto al gobierno socialista de Felipe González, como al gobierno popular de José María Aznar, apoyando su investidura en 1996 a pesar de la vehemencia de sus declaraciones. De dichos acuerdos consiguió importantes transferencias de competencias y una notable mejora del Concierto Económico, que es el que regula la relación tributaria entre los gobiernos central y vasco.

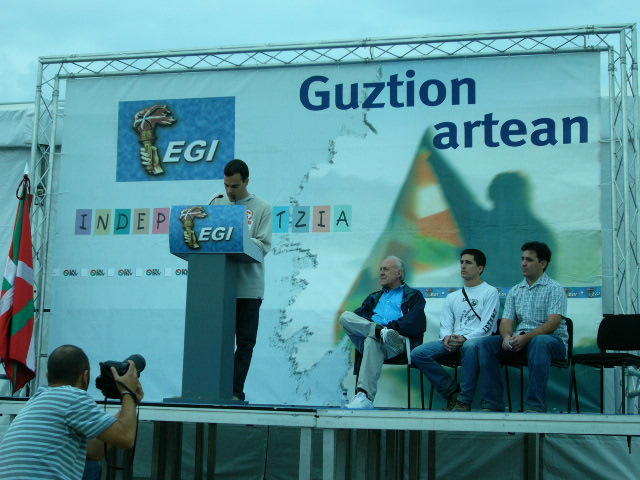
Arzalluz durante un acto de EGI (organización juvenil del PNV) en 2003

La cooperación con los populares se rompió poco después, firmando el PNV los acuerdos de Lizarra en un intento fracasado de buscar una nueva vía para la pacificación vasca.
Al conseguir Aznar ser reelegido por mayoría absoluta tras las elecciones del año 2000, el Partido Popular no necesitó el apoyo de los partidos nacionalistas, por lo que se rompieron los acuerdos de colaboración y se dio paso a una nueva fase en el mandato de Arzalluz, centrándose en la construcción de una unidad de acción nacionalista a favor de la autodeterminación del País Vasco.
En 2004, en una disputada elección interna, le sucedió en la presidencia del PNV Josu Jon Imaz, considerado del ala moderada del partido, frente a Joseba Egibar, que era el candidato defendido por Arzalluz.

## Legado
Su carácter político ha ejercido una importante influencia en la cultura política vasca. Ya apartado de la dirección del partido, Arzalluz mantuvo una importante influencia en este.
Fue criticado por los medios de comunicación afines a la derecha española, así como por ETA, que en un Zutabe (boletín interno de ETA) de 2006 le acusaba de ser un estadista, pero del Estado español, y de haber tenido relaciones con todos los poderes de España. Acusó a los periodistas de sacar de contexto algunas de sus afirmaciones más conocidas, pronunciada en una reunión secreta celebrada en 1991 con miembros de KAS, la llamada «analogía del árbol y las nueces»: «No conozco ningún pueblo que haya alcanzado su liberación sin que unos arreen y otros discutan. Unos sacuden el árbol, pero sin romperlo, para que caigan las nueces, y otros las recogen para repartirlas». Respecto de esta frase, más tarde, indicó que no se refería con ella a ETA, sino a HB.
Uno de los temas recurrentes de Arzalluz fue la raza: "En Europa, étnicamente hablando, si hay una nación, esa es Euskal Herria (1993). "Yo no soy racista. Yo prefiero a un negro, negro, que hable euskera que a un blanco que lo ignore" (1994). "No estoy diciendo que los vascos tengan derecho a quién sabe qué supremacía. La cuestión de la sangre con el RH negativo confirma sólo que este pueblo antiguo tiene raíces propias, identificables desde la prehistoria como sostienen investigaciones de célebres genetistas" (2000).
Asimismo, es conocida su ambigüedad respecto a la organización terrorista ETA: “No creemos que sea bueno para Euskal Herria que ETA sea derrotada" (1992). "Los presos de ETA no son delincuentes porque no matan para enriquecerse, ni para beneficiarse personalmente, sino por un ideal político" (1994).
En el año 2001 ocupó el 15.º puesto y en el 2002 el 19.º del ranking de popularidad del periódico El Mundo.
Sus memorias fueron publicadas en el libro de Javier Ortiz titulado Arzalluz: Así fue (2005), en el que desmiente la biografía no autorizada Arzalluz: La dictadura del miedo (2001) realizada por José Díaz Herrera e Isabel Durán, y en la que le relaciona con ETA y con la corrupción.